# José De Cauwer
José De Cauwer (Temse, 25 de agosto de 1949) fue un ciclista  belga, profesional entre 1973 y 1980, cuyos mayores éxitos deportivos los logró en la Vuelta a España donde obtuvo una victoria de etapa en la edición de 1976 que le permitió liderar la prueba durante 3 jornadas. Tras su retirada pasó a desempeñar las labores de director de equipo en varias escuadras ciclistas y la de seleccionador nacional belga.

## Palmarés
| 1976 - 1 etapa en la Vuelta a España 1978 - 1 etapa en la Vuelta a Bélgica |